# استفانی بنت (چنگ‌زن)
استفانی بنت  (به انگلیسی: Stephanie Bennett) یک نوازنده چنگ، آهنگساز، تنظیم‌کننده و خواننده ساکن لس آنجلس است که موسیقی عامه پسند، جاز، و دیگر ژانرهای موسیقی را مینوازد.

## زندگی شخصی
پس از مرگ پدر و ازدواج مجدد مادرش، پس از چند سال، نام خانوادگی بنت به نام پدر خوانده او تغییر کرد و او در طول سال‌های اولیه زندگی حرفه‌ای به عنوان "استفانی پلز" شناخته شده بود.وی در اوایل ۱۹۸۰ نام خود را دوباره به "استفانی بنت" تغییر نام داد.

## فیلم ها
استفانی بنت همچنین در چند فیلم و مجموعه تلویزیونی نیز به عنوان بازیگر ظاهر شده‌است، شامل :
- رابطه عاشقانه
- شیرین‌ترین چیز
- مسابقه استعداد یابی امریکن آیدل
- حصار چوبی
- استخوان‌ها

او همچنین در آلبوم موزیکال جان تش به نام A Romantic Christmas نیز اجرا کرده‌است.

## افتخارات
- در سال ۱۹۷۹، استفانی بنت برنده جایزه نفر اول جاز و پاپ هارپ در دومین مسابقه بین‌المللی سالوی شد.[۲]خبرنگار هالیوود نیز او را "یکی از برترین چنگ نوازهای کشور ما" نامید.[۳]
- در سال ۱۹۹۹، او توسط شورای امور جهانی لس آنجلس به اجرای موسیقی ایرلندی برای رئیس‌جمهور ایرلند، (هنگام سفر ایشان به لس آنجلس) دعوت شده بود.[۴]